# Egbert von Wessex

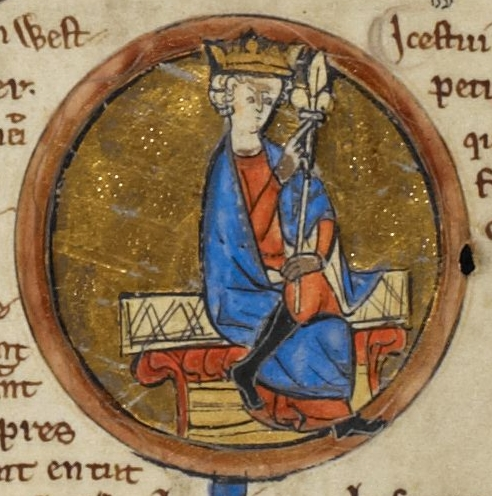
Egbert in einer Abbildung aus dem späten 13. Jahrhundert (genealogische Chronik der englischen Könige bis Eduard I.)

Egbert (auch Ecgberht oder Ecgbert; † 839 in Wessex, England) war von 802 bis zu seinem Tod 839 König von Wessex. Unter König Egbert erstarkte Wessex zum mächtigsten der Königreiche innerhalb der angelsächsischen Heptarchie und überwand die vorherige Vormacht Mercias. Da er damit das Gebiet des heutigen Englands dominierte, wird er in Listen häufig als erster König von England aufgeführt, obwohl ein solcher Titel zu seiner Zeit noch nicht bestand und Nachfolger wiederum ein geringeres Herrschaftsgebiet besaßen.

## Leben
Egberts Herkunft ist umstritten. Im Eintrag zum Jahr 825 verzeichnet die Angelsächsische Chronik, dass die Menschen im Südosten Egberts Herrschaft akzeptierten, da er ungerecht von dort vertrieben worden war. In einer Chronik von Christ Church (Canterbury) aus dem 11./12. Jahrhundert wird Ealhmund von Kent als Vater Egberts aufgeführt. Auch andere Quellenberichte deuten eher auf eine Herkunft aus Kent und nicht aus Wessex hin, wenngleich eine solche später konstruiert wurde. In der modernen Forschung wird inzwischen meist davon ausgegangen, dass Ealhmund tatsächlich Egberts Vater war und Egbert somit aus dem Königshaus von Kent stammte, das aber zu Beginn des 9. Jahrhunderts bereits längst entmachtet war.
Nach der Ermordung König Cynewulfs im Jahr 786 muss Egbert bereits versucht haben (zu welchem genauen Zeitpunkt ist unklar), den Thron von Wessex zu besteigen, er unterlag jedoch Beorhtric, einem Verbündeten von Offa von Mercien. Aus dem Land verbannt (dies geschah wohl zwischen 789 und 796) ging Egbert ins Exil und verbrachte diese Zeit auf dem Kontinent, wo er sich auch am Hof Karls des Großen aufhielt. Er wurde nach Beorhtrics Tod im Jahr 802 von den West-Sachsen als König anerkannt, nachdem er offenbar mit Gewalt in Besitz des Königtums von Wessex gelangt war. Beorhtric hatte sich deutlich den Königen von Mercia Offa und Cenwulf untergeordnet, während Egbert für Wessex eine größere Unabhängigkeit anstrebte.

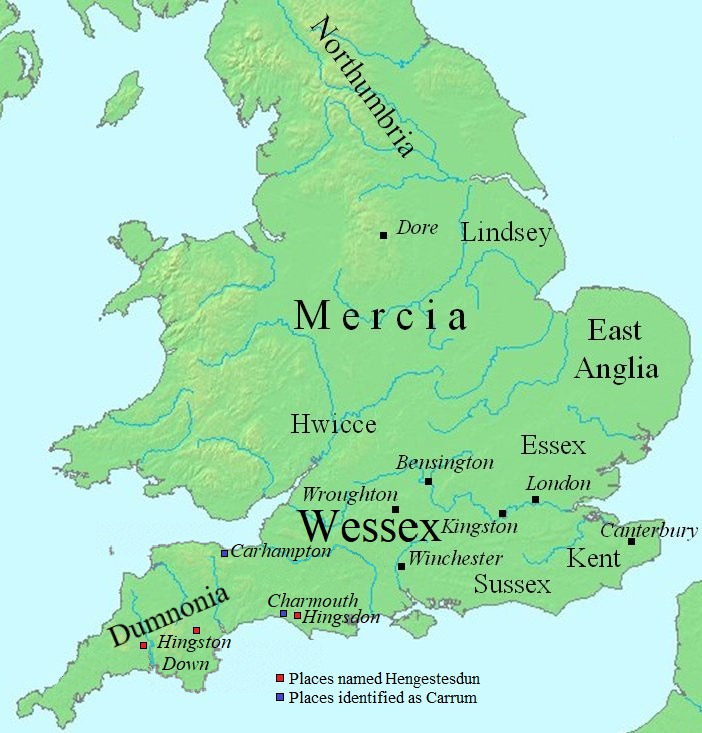
Das angelsächsische England während der Regierungszeit Egberts

Über die ersten Regierungsjahre Egberts berichten die Quellen faktisch nichts, er scheint in dieser Zeit auch keine Feldzüge unternommen zu haben. 815 eroberte er jedoch Cornwall, das nun Teil des Königreichs Wessex wurde. Im Jahr 825 besiegte er Beornwulf von Mercien bei Ellandun. Nach diesem Sieg unterwarfen sich Kent, Surrey, das Königreich Sussex (wohl erst 827) und das Königreich Essex der Herrschaft von Wessex; auch East Anglia, das sich gegen die Herrschaft der Mercier erhob, erkannte Egbert als Herrscher an.
Egbert forcierte in den folgenden Jahren weiterhin die militärische Expansion. Im Jahr 829 besiegte er Wiglaf, den König von Mercia, auch Northumbria erkannte ihn als Herrscher an. Im Eintrag der Angelsächsischen Chronik für das Jahr 829 wird berichtet, dass Egbert alle Gebiete südlich des Humber beherrschte und nun als bretwalda fungierte. Diese Schilderung findet sich jedoch nur in Manuskript A der Chronik (und in deren Kopie G). Bretwalda war der Begriff für einen Oberherrscher in der angelsächsischen Frühzeit, wovon Beda Venerabilis berichtet. Für Egberts Zeit ist diese Bezeichnung anachronistisch und sollte wohl nur Egberts Machtstellung verdeutlichen. Sicher ist, dass er nun der mächtigste König im südlichen England war, dessen Einfluss aber sogar bis nach Northumbria reichte.
830 führte Egbert einen erfolgreichen Feldzug gegen Wales an, während Mercien unter Wiglaf wieder die Unabhängigkeit errang. Ob dies aufgrund einer Rebellion oder eines Gnadenaktes Egberts gegenüber Wiglaf geschah, ist unbekannt, doch war die mercische Hegemonie offenbar gebrochen; auch sind keine Münzprägungen Wiglafs aus dieser Zeit bekannt, der vielleicht weiterhin unter Egberts Einfluss stand. Im Jahr 836 wurde Egbert von den Dänen angegriffen; 838 besiegte er sie und die mit ihnen verbündeten Westwaliser in einer Schlacht bei Hingston Down in Cornwall.
Im Inneren unterhielt Egbert gute Beziehungen zur Kirche, ließ mehrere Münzen prägen und erließ Verordnungen. Er heiratete die fränkische Prinzessin Redburga (möglicherweise eine Schwägerin Karls des Großen) und scheint gute Kontakte zum Frankenhof unterhalten zu haben. Er hatte zwei Söhne und eine Tochter. Egbert starb im Jahr 839 und wurde in der Kathedrale von Winchester begraben, Nachfolger wurde sein Sohn Æthelwulf.
Eine Gedenktafel für ihn fand Aufnahme in die Walhalla bei Regensburg.

## Rezeption
Egbert von Wessex ist eine der Hauptfiguren in der kanadisch-irischen Fernsehserie Vikings (2013–2020). Er wird dort von Linus Roache dargestellt. Nach ihm benannt ist Mount Egbert, ein Berg auf der Alexander-I.-Insel in der Antarktis.